# Istebnianka
Istebnianka je potok na dolní Oravě, na území okresu Dolný Kubín. Jde o pravostranný přítok Oravy a měří 8,6 km a je tokem IV. řádu.

## Pramen
Pramení v Malé Fatře, v podcelku Kriváňské Fatry, na jižním svahu Opáleného (1 003,1 m n. m.) v nadmořské výšce přibližně 925 m n.. m..

## Popis toku
Od pramene teče na jih, na horním toku se esovitě stáčí a zleva přibírá přítok zpod kóty 924,4 m. Dále teče Istebnianskou dolinou a postupně přibírá přítoky z obou stran. Nejprve zprava z jižního svahu Mrazenice (943,3 m n. m.), opět zprava z jihovýchodního svahu Mrazenice, pak zleva ze severního úpatí Mackova (931,3 m n. m.). V dolní části přibírá přítoky z pravé strany: z východního svahu Hrčové kečky (1 225,6 m n. m.) a dva přítoky z východních svahů Lysice (1 214,3 m n. m.). Dále se tok stáčí jihovýchodním směrem, vstupuje do Oravské vrchoviny, přičemž zprava přibírá přítok z jižního svahu Lysice a zleva z jihovýchodního svahu Žiaru (890,6 m n. m.). Následně protéká obcí Istebné, stáčí se a pokračuje severojižním směrem, v obci přibírá jen dva krátké přítoky. Nakonec protéká jihovýchodním směrem místní částí Hrádok a vedle areálu bývalého hutního kombinátu a v nadmořské výšce cca 457,5 m n. m. ústí do Oravy.